# Roseau, Minnesota
Roseau là một thành phố thuộc quận Roseau, tiểu bang Minnesota, Hoa Kỳ. Năm 2010, dân số của thành phố này là 2633 người.

## Dân số
- Dân số năm 2000: 2756 người.
- Dân số năm 2010: 2633 người.